# Ochotona erythrotis
Espèce
Statut de conservation UICN

 LC  : Préoccupation mineure
Ochotona erythrotis est une espèce de la famille des Ochotonidae. Comme tous les pikas, c'est un petit mammifère lagomorphe.